# Protodontella minicornis
Genre
Espèce
Protodontella minicornis, unique représentant du genre Protodontella, est une espèce fossile de la classe collemboles de la famille des Odontellidae.

## Systématique
Cette espèce a été découverte dans l'ambre de Birmanie datant du Cénomanien (environ 100 Ma), au Crétacé, dans l'État de Kachin, vallée de Hukaung, sur la route de Ledo, à 105 km de Miyitkama,.
L'espèce Protodontella minicornis a été décrite pour la première fois en 2006 par les entomologistes américains Kenneth Christiansen et Paul Nascimbene sur la base de la série type conservée à l'American Museum of Natural History (New York) avec Cretacentomobrya burma, Protoisotoma burma, Sminthurconus grimaldi, Proisotoma pettersonae, Grinnellia ventis et d'autres nouvelles espèces fossiles. 
Le nom spécifique Protodontella minicornis vient d'une combinaison de mots latins signifiant « dentu à l'avant, aux petites cornes ». Il était à l'origine inclus dans la famille des Neanuridae (Odontellinae).

## Description
La longueur du corps d'une forme elliptique large est de 0,67 mm. Nombre d'ommatidies dans les yeux : 5 + 5. Le genre semble être panchronique car il est très semblable aux genres de collemboles modernes Odontella.

## Publication originale
- Christiansen & Nascimbene, 2006 : Collembola (Arthropoda, Hexapoda) from the mid Cretaceous of Myanmar (Burma). Cretaceous Research, vol. 27, p. 318-363.